# 热振寺
热振寺（藏語：རྭ་སྒྲེང་དགོན་པ，威利转写：rwa sgreng dgon pa），又称“翘角寺”，是位于中国西藏自治区拉萨市林周县唐古乡唐古村普央岗钦山麓的一座藏传佛教格鲁派寺院。

## 历史

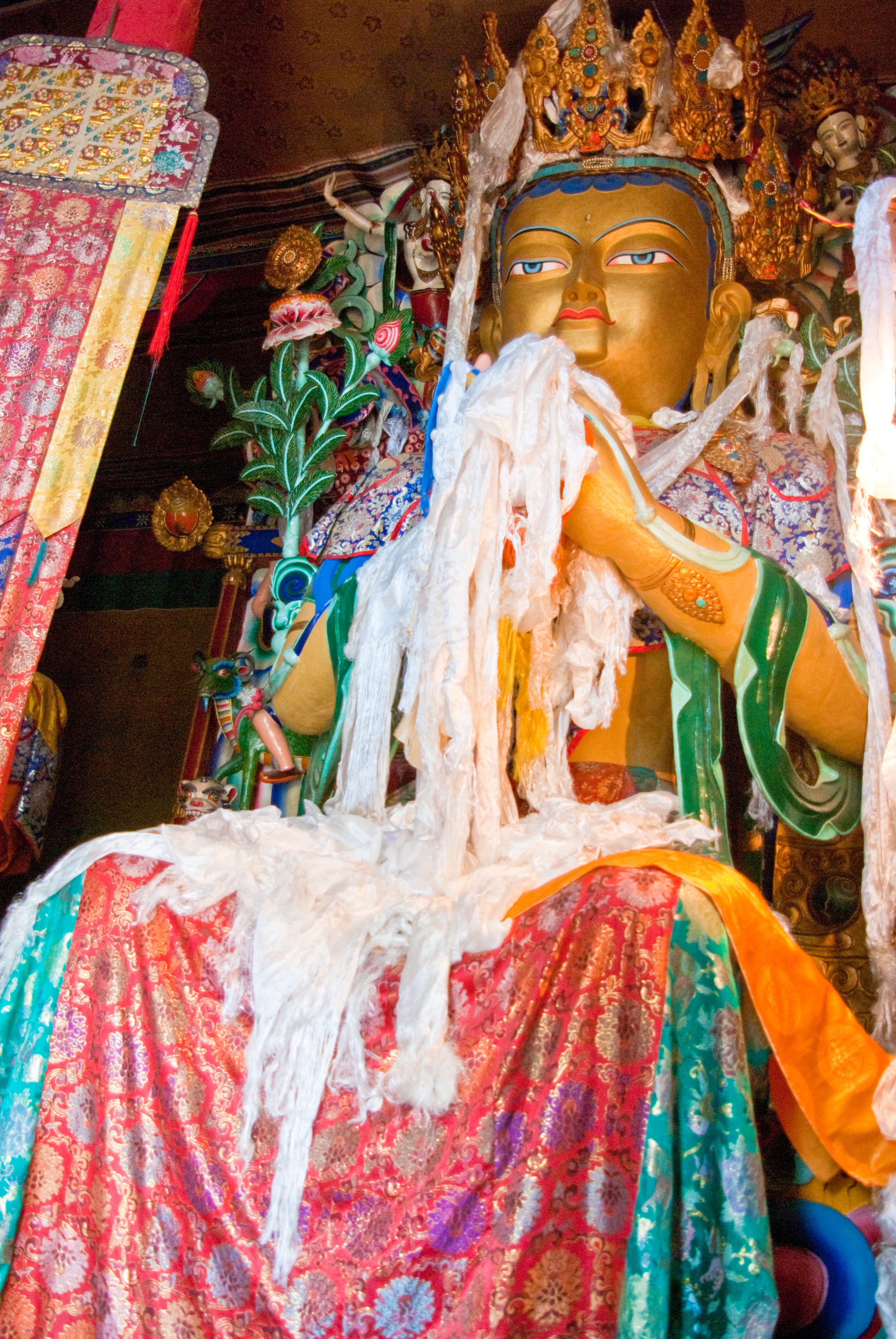
热振寺内的佛像

《绛白丹贝锐白》佛经中指出，释迦牟尼、阿底峡等祖师早就预言此地为圣洁之地。阿底峡的弟子仲敦巴于1056年至1057年在此地创建了热振寺。1054年，阿底峡在拉萨西南的聂塘圆寂。1055年（藏历木羊年），仲敦巴在聂塘主持阿底峡的悼仪，并在聂塘兴建了聂塘寺。不久，藏北当雄地方的头人们集会，派人请仲敦巴赴热振地方传教。1056年（藏历火猴年）初，仲敦巴率阿底峡的其他弟子护送阿底峡的遗体来到了普央岗钦山麓，同年兴修热振寺。仲敦巴于藏历第一绕迥火猴年（1056年）修建了上热振寺和寝殿，藏历火鸡年（1057年）修建了上层二柱式楼殿。
热振寺建成后，将阿底峡的遗骨供奉在热振寺的银塔内。阿底峡为藏传佛教后弘期的重要人物，是藏传佛教噶当派的始祖。噶当派便以热振寺为根本道场而形成。热振寺专门传习噶当派，为噶当派的第一座寺庙。寺名“热振”的意思是“根除一切烦恼，持续到超脱轮回三界为止。”其中，“热”指根治一切烦恼的法门，“振”特指持续到超脱轮回三界。

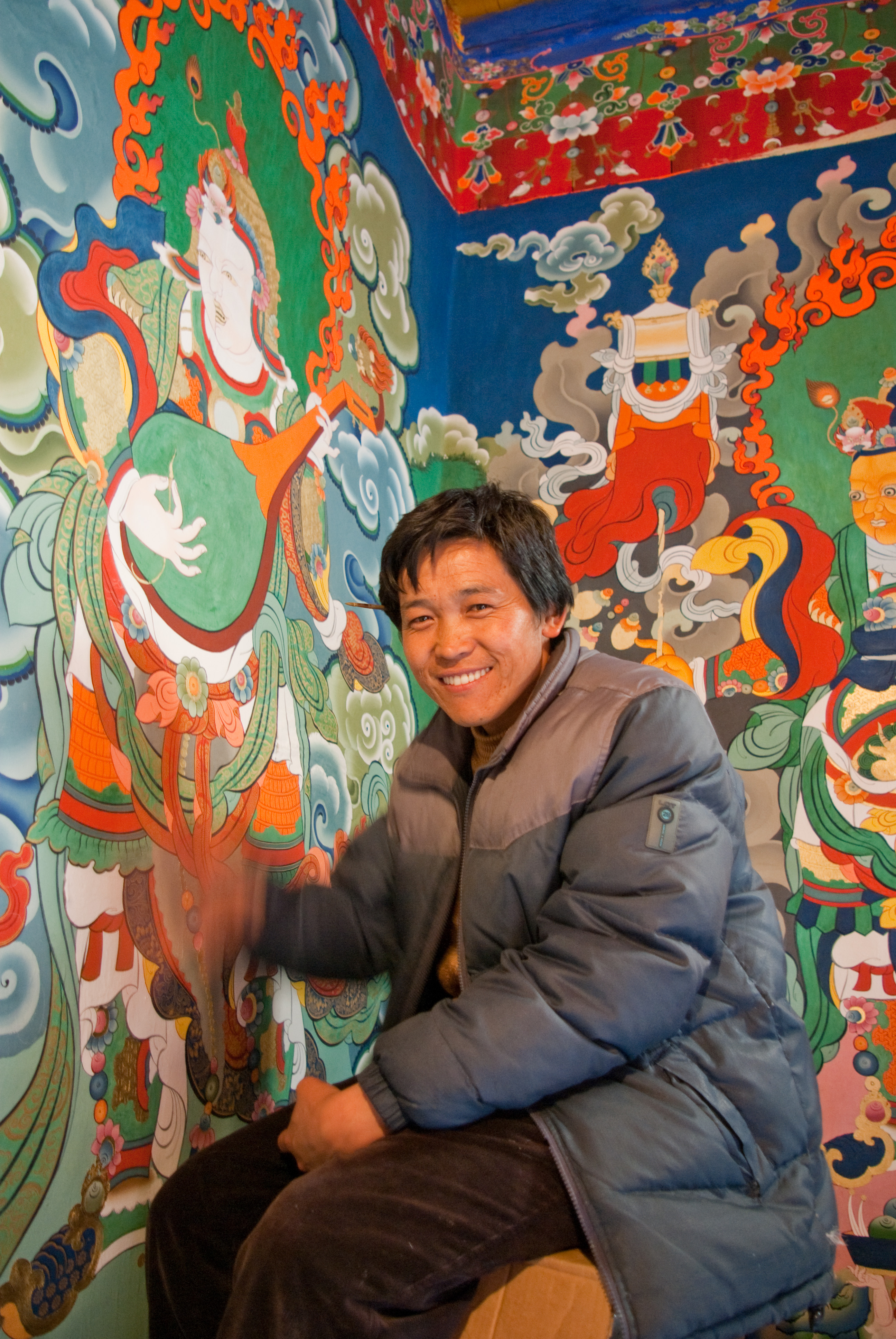
2009年正在绘制壁画的工匠

15世纪格鲁派兴起之后，原属噶当派的寺院逐渐都成了格鲁派的寺院。热振寺也改宗格鲁派，属色拉寺结巴扎仓。1840年，僧人钦则旺布记录藏传佛教各派主要圣迹的《卫藏道场胜迹志》中所载的第一个寺院便是“佛的阿兰若降热振寺”，可见该寺地位之高。1865年，清朝嘉庆帝将热振寺赐予了热振呼图克图。

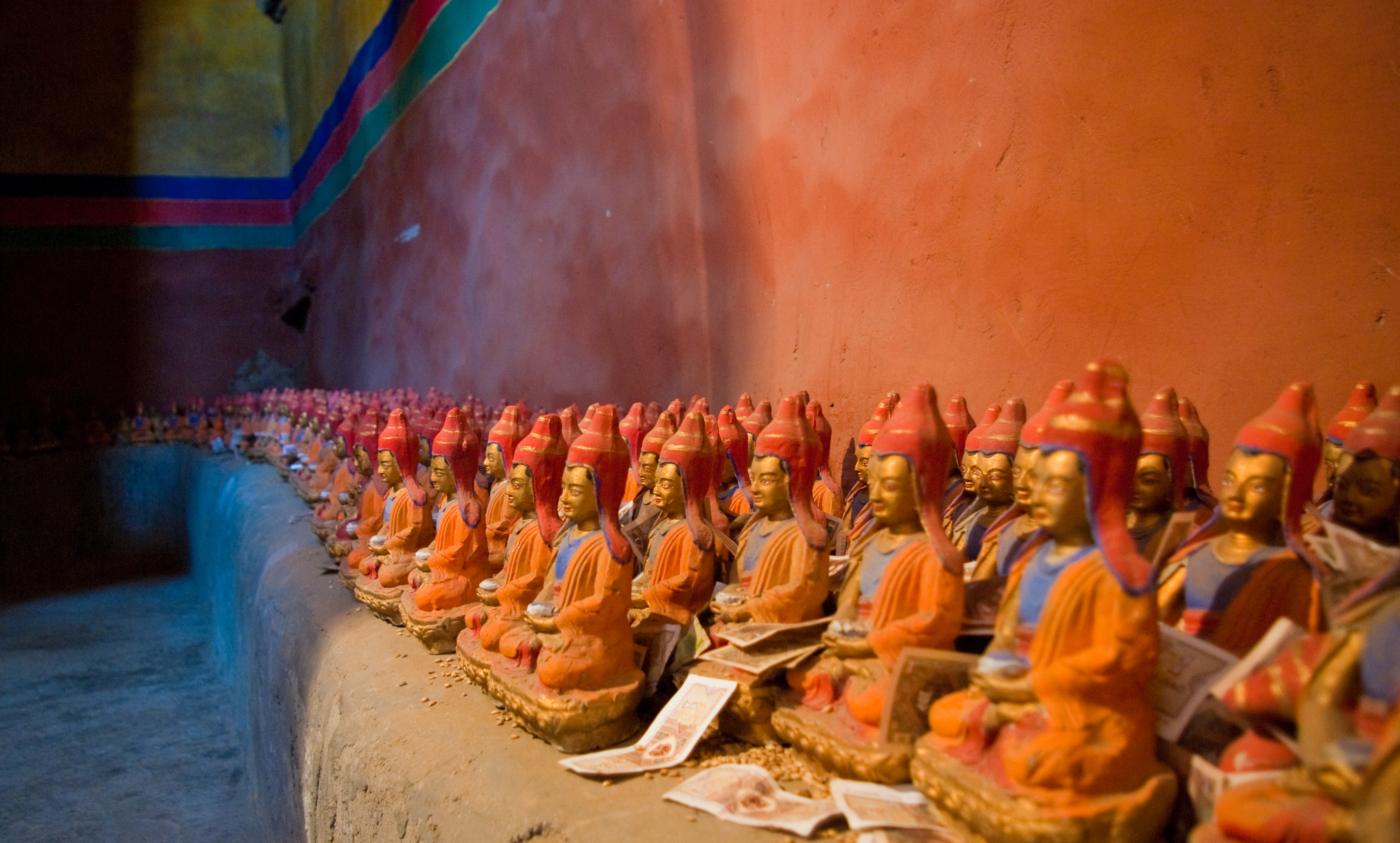
热振寺内景

热振寺第五世热振活佛热振·图旦绛白益西丹巴坚赞在中华民国时期曾任西藏噶厦摄政，卸任之后，于1947年被西藏噶厦摄政达扎·阿旺松绕以“倾向内地中央、谋害达扎”的罪名使用武力拘捕，从热振寺抓到拉萨囚禁。当西藏噶厦派兵到热振寺押解五世热振赴拉萨时，热振寺僧众抗击进入热振寺的藏军，打死16个藏兵。为此，热振寺许多僧人遭到噶厦拘押、体罚、流放，甚至连当地百姓也被牵连受害。热振拉章也被查封。在这个过程中，热振扎萨江白坚赞（后来曾任西藏自治区政协常委）等热振拉章的所有官员受到迫害，热振扎萨江白坚赞被投入监狱。热振一派的西藏噶厦噶伦彭康·扎西多吉也受到株连。色拉寺结巴扎仓堪布阿旺加措被迫逃往中国内地。热振寺受到了严重破坏，许多珍贵物品及佛像遭到毁坏、盗窃。
1947年5月7日，五世热振在布达拉宫厦钦角监狱中突然死亡，传闻系遭毒杀。五世热振死亡后，西藏噶厦发布通告称：“热振寺拉章一干人妄图毁灭我政教，屡屡图谋不轨，均未得逞……。今后，热振活佛只享受措勤活佛的待遇，不得享受呼图克图名号和待遇。”通告中所称的“措勤活佛”是中等活佛名称之一，通告明确剥夺了热振活佛的呼图克图名号及待遇。

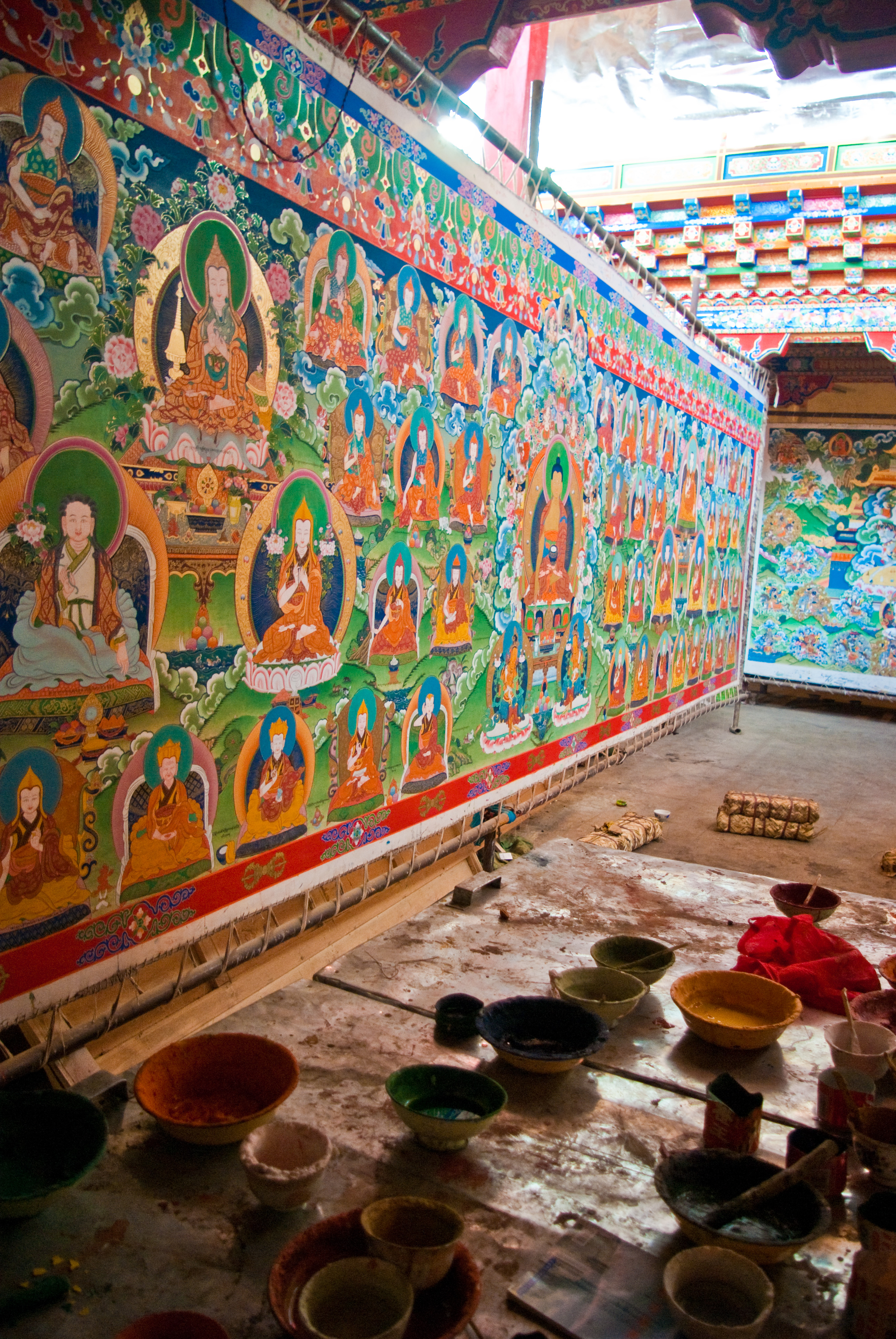
2009年正在绘制中的壁画

在五世热振遭到噶厦关押后，热振却本（“却本”是主管陈设坛场及祭品的僧人）益西楚臣自热振寺逃往中国内地，在康定向中华民国西康省政府汇报了西藏噶厦逮捕、迫害五世热振的情况，要求中华民国国民政府支持五世热振，进行援助。但是，当时国民政府已因第二次国共内战而自顾不暇，故仅表同情，无力援助。后来，益西楚臣等人在康定找到了中国人民解放军，并随中国人民解放军第十八军一道返回了西藏拉萨。

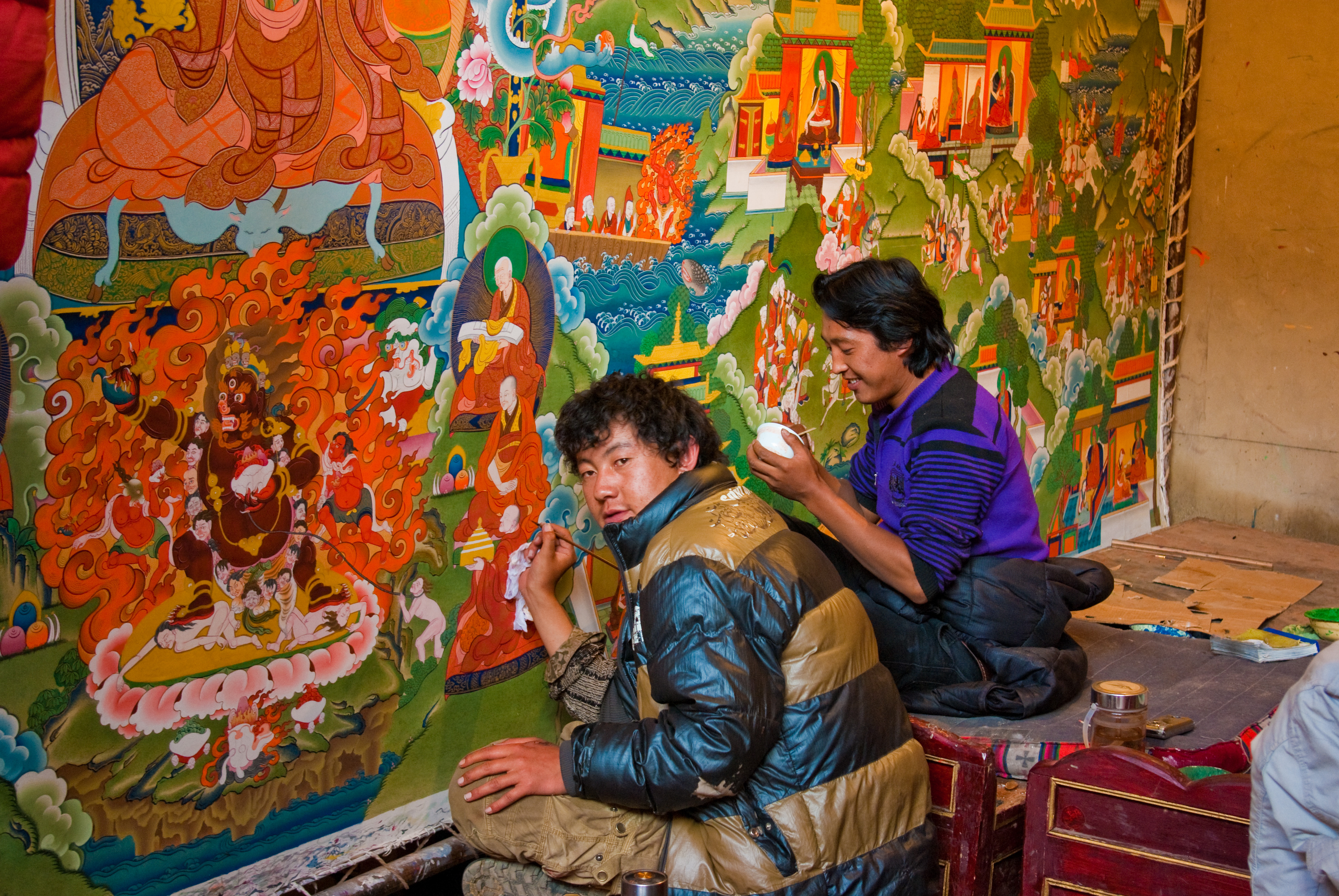
2009年正在绘制壁画的工匠

1950年，在热振寺僧众、色拉寺结巴扎仓僧众及支持热振活佛的西藏噶厦部分官员的支持下，热振寺拉章及僧众代表，不顾噶厦1947年《通告》的威胁，寻访五世热振的转世灵童。在依照仪轨观湖之后，认定一位3岁男童为五世热振的转世灵童，并获达赖的批准。六世热振在《热振寺的变迁》中称，1951年藏历四月十五日，在热振寺拉章为他举办了坐床典礼，他正式继任第六世热振活佛，并且恢复了热振活佛的“呼图克图”封号和热振寺拉章原有的所有权益。
1951年藏历六月二十六日晚，热振地区发生了地震。不久，宋子元、杨东生为首的中共西藏工委慰问团抵达热振寺慰问。代表团赠送了六世热振一枚毛泽东像章、一面毛泽东题有“中华人民共和国各民族团结起来！”字样的锦旗，及《民族画报》、《中国共产党党史》、《党的民族政策文件汇编》等书籍及其他物品，并赞扬了五世热振“爱国反帝”。此外，代表团还向灾区人民赠送慰问品。
1952年8月18日的桑雄地震中，热振寺建筑被部分毁坏。热振寺内的灵塔倒塌了大约200座，殿堂、佛堂、僧舍倒塌多处，共计774间。

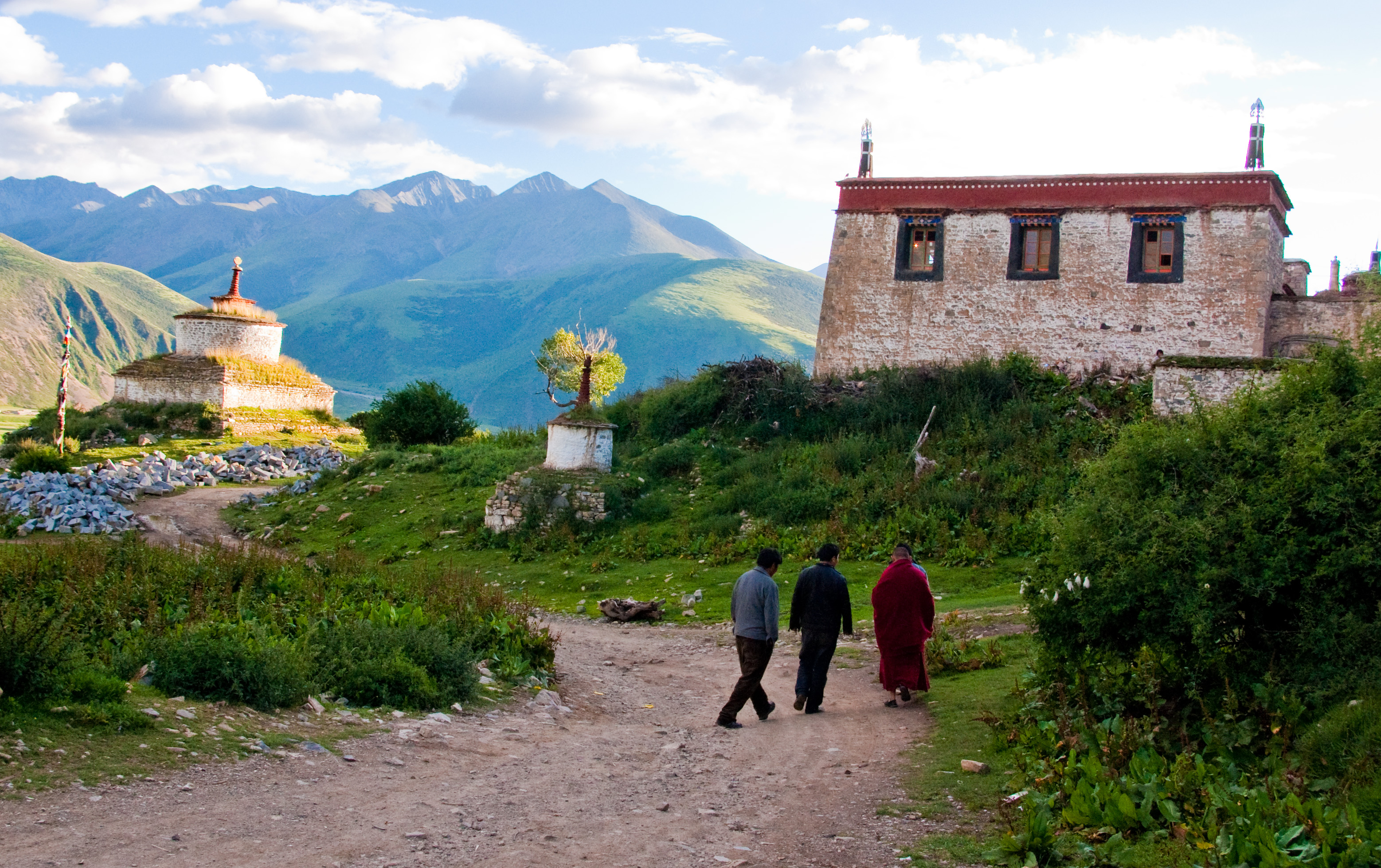
热振寺建筑及灵塔

1959年3月，中国人民解放军平息了拉萨的骚乱。1959年9月，中国人民解放军54军9837部队骑兵部队侦察连在藏北麦地卡地区战斗后，奉命到直贡、热振地区剿除以桑培、平措、当曲为头目的三股“叛匪”。中国人民解放军抵达热振地区和热振寺时，12岁的六世热振率领热振寺拉章官员及僧众接待了中国人民解放军官兵。1960年初，遵照中国人民解放军西藏军区和军管会的命令，六世热振收集了流散在热振地区僧众中的枪支，总共105支，派热振寺拉章的工作人员桑旦金巴、顿珠群觉、江白三人赴拉萨上缴军管会。后来，一股武装“叛匪”闯进了热振寺，开枪打死一名喇嘛，并威胁称：“你们的寺庙和拉章投靠红汉人。”这股武装将江白、顿珠群觉、桑旦金巴三人强带到山谷藏雄囊地方，捆绑并威胁杀害他们。热振寺的几位老执事冒险前去求情，这三人才幸免于难。

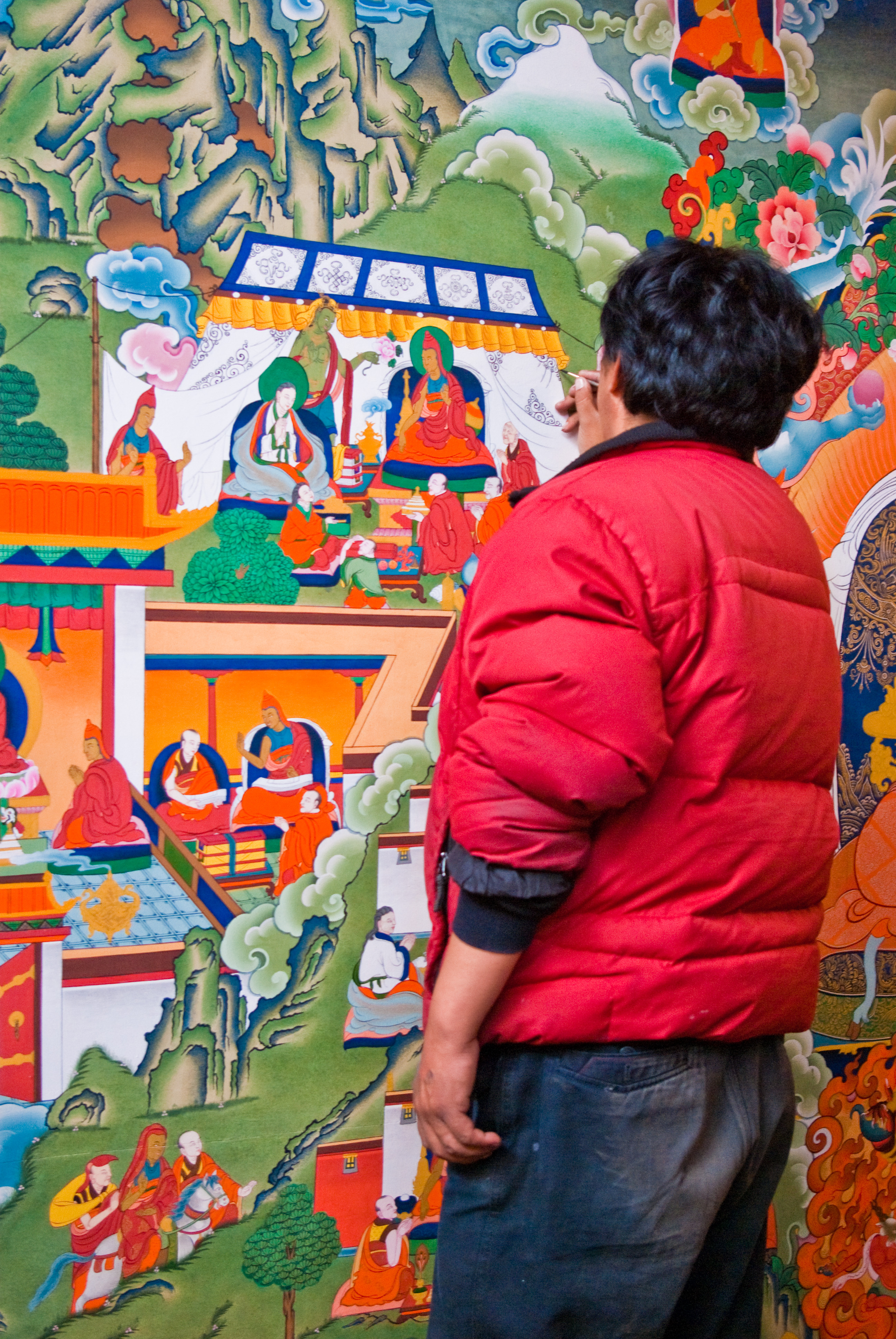
2009年正在绘制壁画的工匠

在西藏民主改革时，热振寺也出现了极“左”错误，但六世热振被安排为“爱国人士”，热振寺则作为西藏自治区文物保护单位受到保护。到1966年时，热振寺仍有僧人30名。“文化大革命”期间，热振寺建筑全部被毁，成为一片废墟。
改革开放之后，热振寺逐渐修复。1983年，热振寺经拉萨市人民政府批准修复开放。1995年，时任中共中央总书记江泽民为热振寺题词“爱国爱教，团结进步。”2000年7月14日，经人民政府批准，第七世热振活佛举行坐床典礼，西藏自治区、拉萨市的领导来到热振寺祝贺。

## 管理
热振寺建成后的数百年间，教法传承均为师弟相传，由阿底峡的弟子以及仲敦巴的弟子继续担任热振寺的堪布。第一任堪布仲敦巴1064年圆寂后，由阿底峡的另一位弟子南交钦波（1015年－1078年）继任堪布，任内扩建了热振寺。南交钦波圆寂后，由阿底峡的弟子衮巴瓦旺秋坚赞任第三任堪布。衮巴旺秋坚赞圆寂后，由仲敦巴的弟子博多瓦（1031年－1105年）任第四任堪布。
16世纪热振寺改奉格鲁派并建立热振活佛系统起，才由热振活佛主掌热振寺。《番僧源流考：西藏宗教源流考》以阿旺曲丹为第六世热振活佛，而热振寺志则以阿旺曲丹为第一世热振活佛。热振寺真正的活佛转世制度是从七世达赖时期开始的。
热振寺的组织机构与其他格鲁派寺院不同，其内未设扎仓、康村，热振寺全部政教大权均由热振活佛掌握。热振寺的堪布均为弟子传承，活佛系统是该寺16世纪改宗格鲁派之后才开始的。
热振活佛之下的热振寺寺院组织结构如下：
- 堪布：热振活佛下设堪布一人，负责代理热振活佛之职，掌管全寺政教事务，任期不定。
  - 吉米：堪布之下设吉米一人，掌管财政，任期三至四年。
    - 格贵：吉米之下设格贵一人，掌管该寺喇嘛的清规戒律，并且有权处置寺内任何一位喇嘛，任期一年。
      - 聂巴：格贵之下设聂巴一人，掌管该寺的钱粮等财物，任期三至四年。
        - 恰玛：聂巴之下设恰玛一人，掌管该寺僧众放茶等事，任期不定。[2][5]

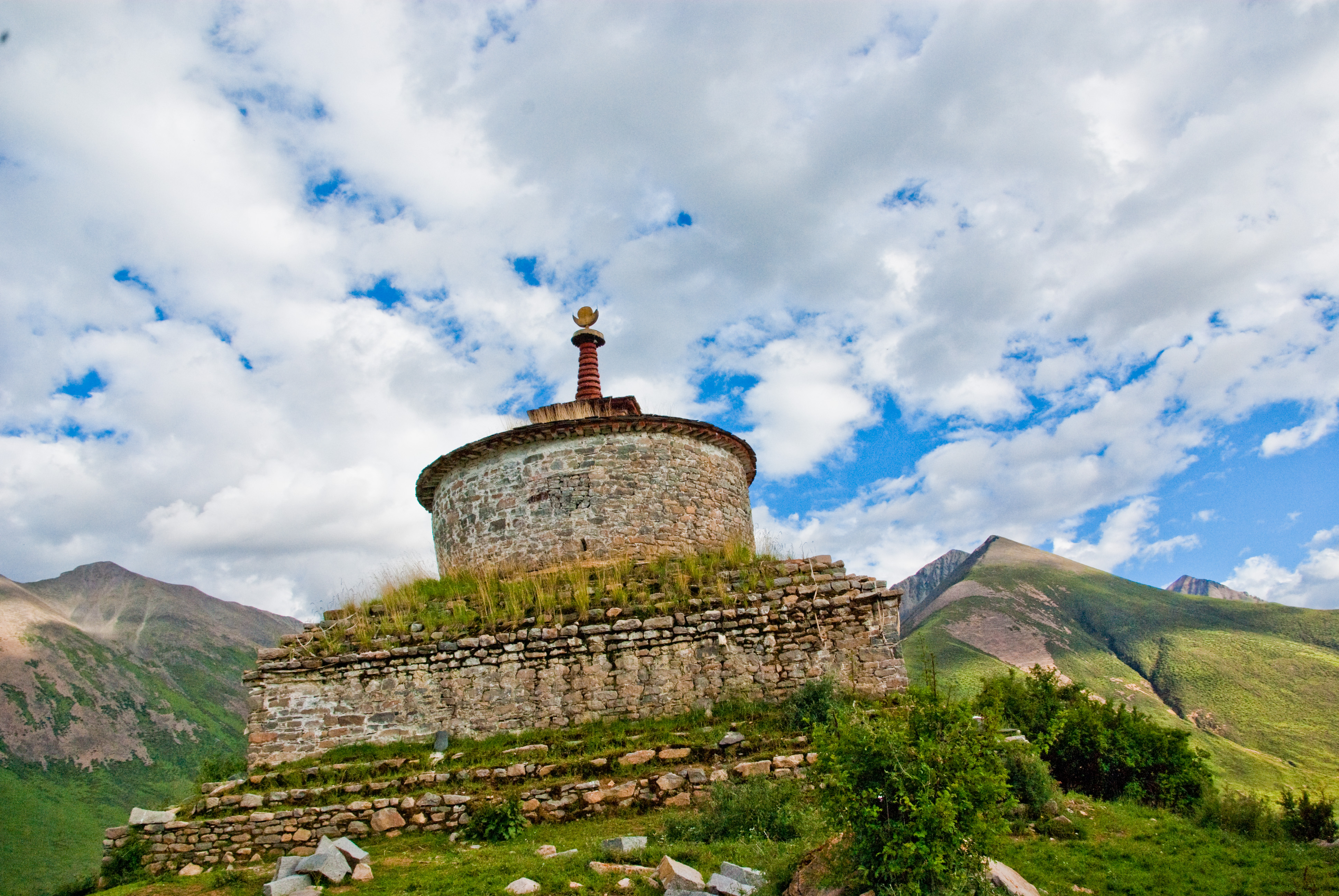
灵塔

热振拉章分为2处，即“热振寺拉章”（位于热振寺）、“拉萨拉章”（位于拉萨）。热振活佛任摄政期间，常住在拉萨拉章内，所以拉萨拉章各级官员均为四品官。热振拉章的编制如下：
- 扎萨：热振活佛下设扎萨一人，又称“达喇嘛”，该职仅摄政活佛才有，并受中央政府敕封任命，负责代理热振活佛之职，掌管两个拉章的全部事务。热振活佛任摄政期间，常住在拉萨拉章内，扎萨也随热振活佛住拉萨拉章。
  - 第强：扎萨之下设第强五至七人，掌管拉章的收支。
    - 聂巴：第强之下设聂巴一人，掌管拉章的财产。[2][5]

此外，热振活佛身边还设有索本、森本、曲本各一人，掌管热振活佛的起居、供品及法器、宗教活动等等事务；热振活佛卸任摄政后，他们则为五品官。另外，热振寺寺庙及热振拉章均设有冲本，掌管经商，人员不限。
热振活佛任摄政期间，西藏噶厦供给（配备）马28匹、随从35人等等。

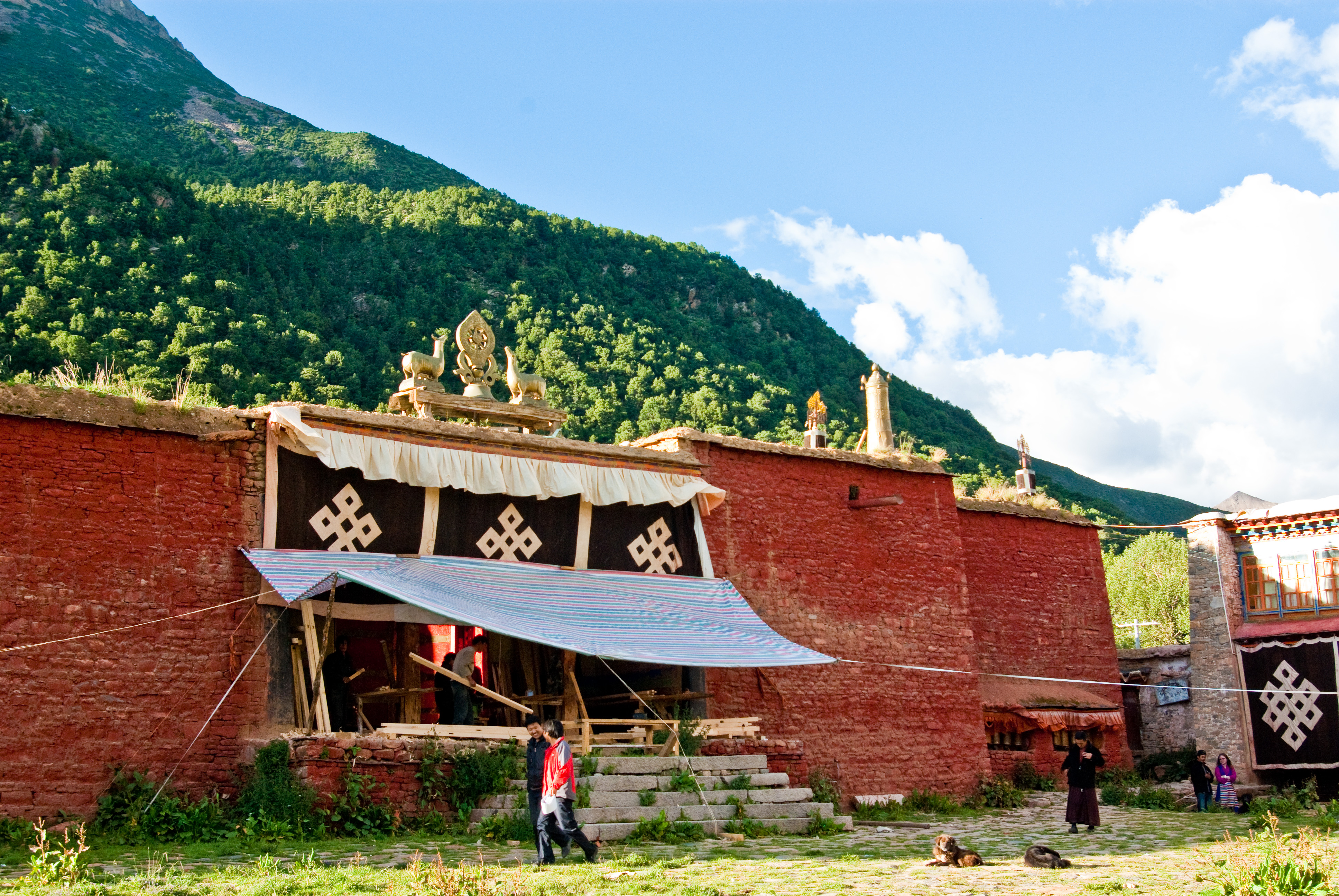
热振寺措钦大殿

热振寺刚刚建成时，仅有五、六十人，后来达到有大约500名扎巴，下属庄园33座、属寺7座（曲桑寺、甘岗寺、江龙曲定寺、觉旦寺、桑旦林寺、孜聂寺、羊衮寺）。另外，该寺还有3个牧场（当雄的“乌玛牧场”、“那龙香牧场”、“果聂牧场”）。2006年前后，有僧人102人。

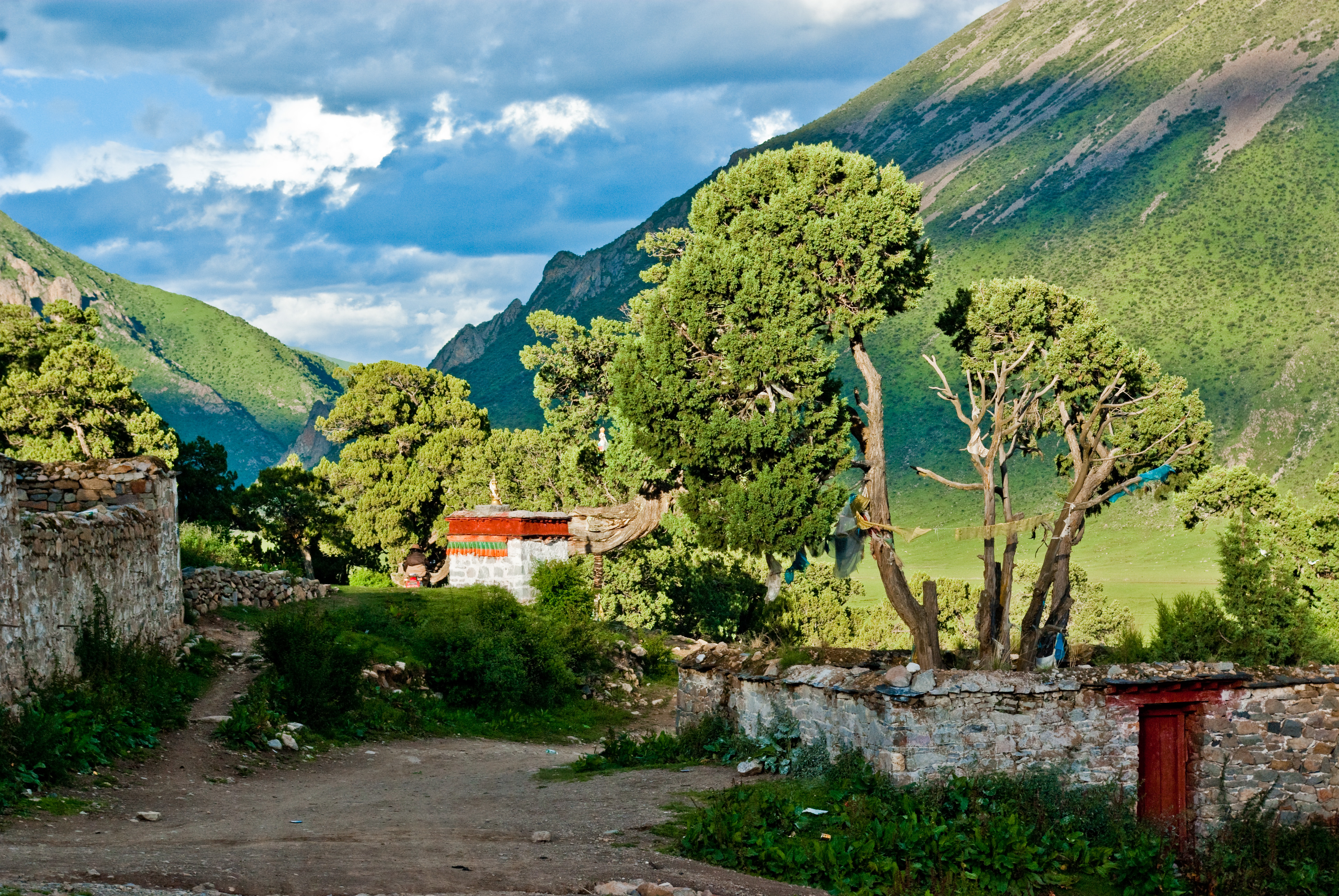
热振寺周围山上的巨柏

热振寺的学经制度以阿底峡的《菩提道灯论》为本，重视僧人持戒及修行次第。修习的经典主要为“噶当六论”（即《菩萨地论》、《庄严经论》、《集菩萨学论》），后来还增加了“慈氏五论”（即《现观庄严论》、《庄严经论》、《宝性论》、《辨法法性论》、《辨中边论》）。热振寺从噶当派改宗格鲁派之后，仍保留下许多噶当派的教理。

## 宗教活动
热振寺周围共有108块石头，其中最大的一块石头被称作热振“帕邦塘”。由此而得名的“帕邦塘廓”节每12年举办一次。藏历七月十五日，热振寺举办“帕邦塘廓”节。传说该日，“密集空行母”荼吉尼、卡珠玛等十万天女会下凡到热振寺前的草原上，为人们祝福。
如今，每年均举办“帕邦塘廓”节，每逢该日，各地信众云集该草场，敬献供品，念经诵咒。上午举办“赛马”和“枪青”活动。中午12点半，为传说中“密集空行母”荼吉尼为首的十万女神设坛“热振帕邦”座之时，开始举办祭礼，喇嘛诵经。下午，是节日的高潮“羌姆”（即跳神），跳神地点背靠一堵嵌有石刻的玛尼墙，面向一个大斜坡。随后节日活动结束。

## 建筑

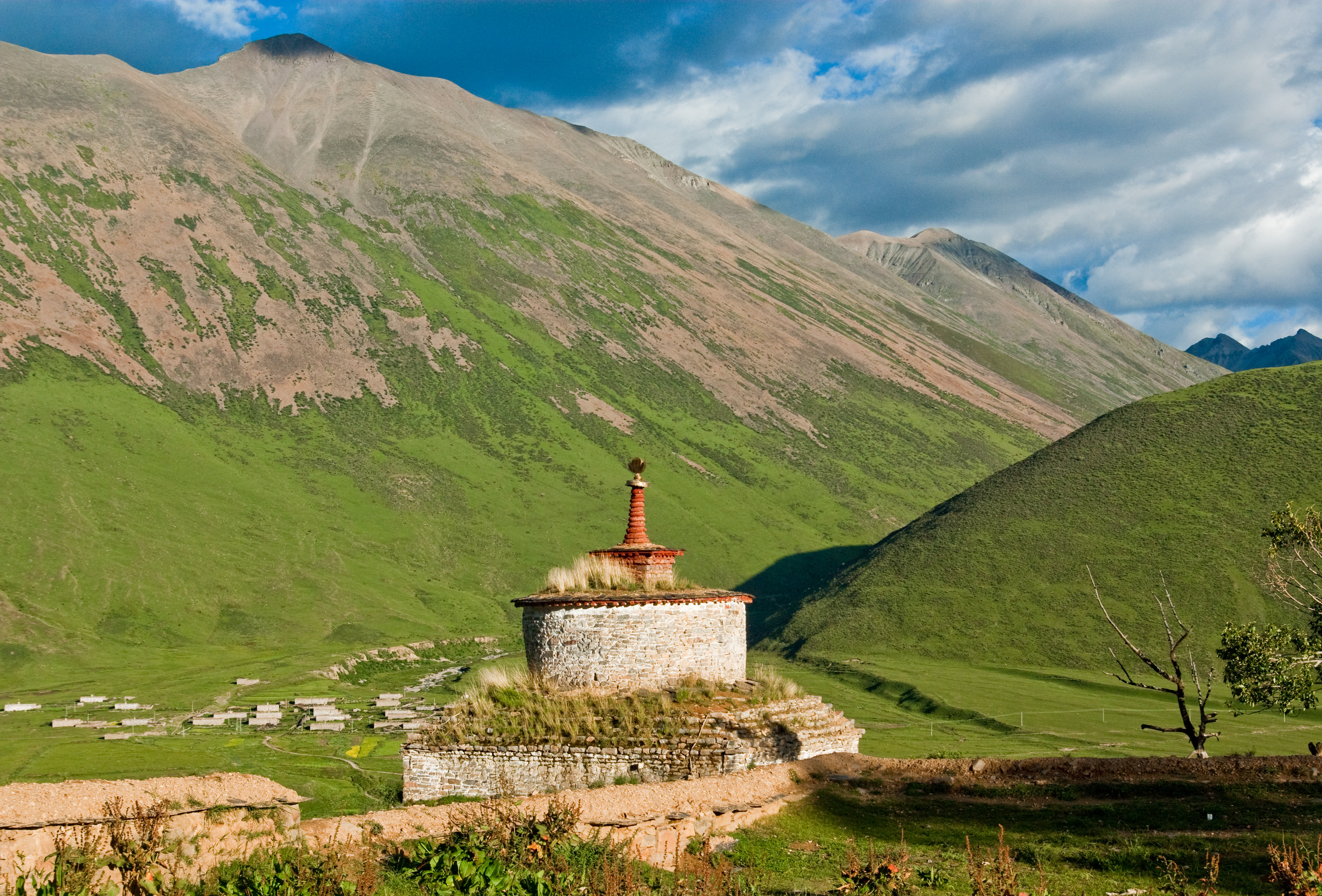
灵塔

热振寺距林周县城95公里，距拉萨160公里。热振寺海拔4230米，占地面积约25亩（1667.5平方米）。
热振寺主体建筑为措钦大殿、热振拉章（拉章为藏传佛教大活佛的宅邸）等等。
- 措钦大殿：建筑面积约1亩（约666.7平方米），包括佛殿和经堂。
  - 佛殿：殿内主供江白多吉（又作“觉阿江白多吉”、“觉阿绛巴多吉”，为阿底峡所依的本尊。“觉阿”意为“尊长”或“至尊”，是对佛祖的敬称；“江白多吉”是密宗无上瑜伽续部密集金刚的别名）。该神像是由金刚持佛父母大智慧明点（“金刚持佛”为释迦牟尼说密法时所现的身相，是密宗的秘密之主；“智慧明点”是指空性光明）所塑造。《卫藏道场胜迹志》记载“凡对此像祈祷叩求，无论何事皆能如愿成就。”此外，殿内还供有十分罕见的偏头的觉阿像，另有白度母像等等。还有赛林巴（金洲大师，10世纪人，曾是阿底峡的老师）、觉阿尊者（即阿底峡）、仲敦巴等的灵骨宝塔。[3][5]
  - 经堂：最下面的建筑为大经堂，坐北朝南，为僧众进行佛事活动的主要场所。大经堂周围有若干小经堂。大、小经堂内藏有佛像及经卷。大经堂的墙壁为夹壁，内墙是《甘珠尔》、《丹珠尔》的经架，外墙是石墙。大经堂内到处都是唐卡，其中一张新绘制者为热振寺全盛时期的全景图。[2][5]
  - 森康：大经堂后的第二层建筑为“森康”，乃是若干寝室，专供达赖、摄政等路过时居住。[2][5]
  - 其他建筑：此外还有拉康、仓库若干。[2]
- 热振拉章：措钦大殿西侧为热振拉章，为三层楼房，占地1亩余。三层中，第一层为仓库，第二层为扎萨、管家住处，第三层为热振活佛的寝室及经堂。东、西、北三面为僧舍，围绕热振拉章形成半月形。[2][5]

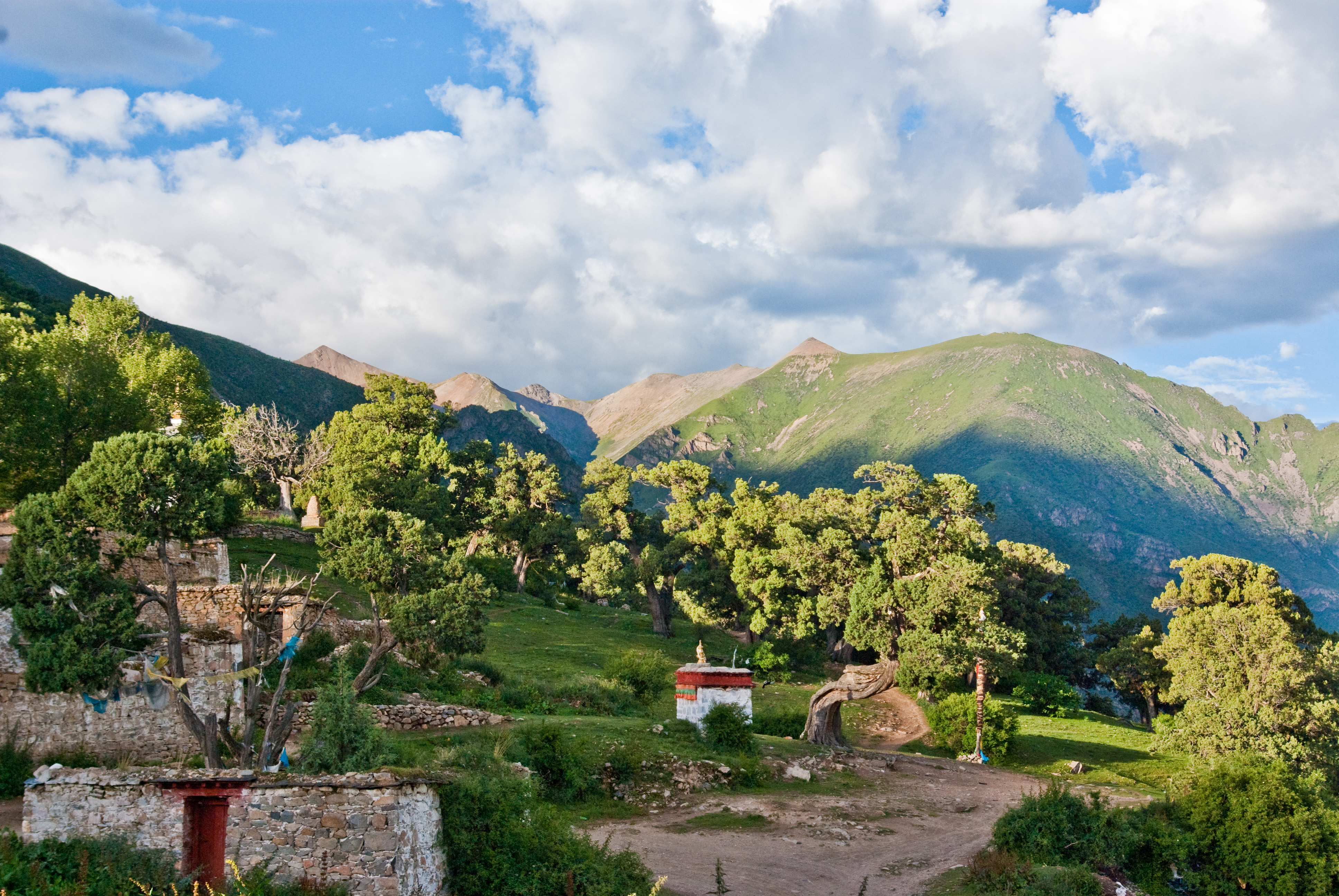
热振寺周围山上的巨柏

热振寺中还有供奉着阿底峡尊者等高僧的灵骨舍利塔108座。山上古老而巨大的柏树甚多，灵塔便掩映在满山的巨柏之中。
第七世热振活佛热振·洛追嘉措赤烈伦珠居住的院子位于热振寺前方的热振河畔。该院子是第六世热振活佛的夏宫。